# Руїни Ротонди (Воронеж)
Ротонда — будівля Воронезької обласної клінічної лікарні 1930-тих років, зруйнована під час битви за Воронеж і дотепер не відновлена як згадка про Німецько-радянську війну. Пам'ятка історії регіонального значення.
Руїни Ротонди знаходяться в Транспортному сквері міста Воронежа, неподалік від перехрестя вулиць Бурденка і Транспортної.

## Історія
Чотириповерхова будівля терапевтичного корпусу обласної клінічної лікарні була побудована до 1940 року за проектом московського архітектора Дмитра Чечуліна. Фасад будівлі мав довжину 130 м. З північно-західного боку будівлі було добудовано приміщення навчального корпусу у формі кола, яке архітектурно виділялося на загальному вигляді усього корпусу. У цій частині лікарні в центрі будівлі розташовувалася велика (на 500 місць) двохярусна кругла аудиторія у вигляді амфітеатру для читання лекцій студентам медичного інституту. Потрапити в навчальний корпус можна було і з вулиці, і з терапевтичного корпусу, з яким він з'єднувався шестиметровою двоповерховою галереєю (за іншими даними, через підвальний поверх і підземний тунель). У будівлі знизу розташовувався просторий вестибюль із трьома концентричними рядами колон, під ним — підвал з таким же ритмом колон.
Будівля була споруджена з монолітних залізобетонних колон, які складали циліндричний каркас з цегляною кладкою. Верх споруди вінчав тонкостінний залізобетонний купол. В екстер'єрі будівля була двоярусною, в інтер'єрі — чотириярусною.
З 7 липня 1942 року й до звільнення міста в січні 1943 року на місці «лікарняного містечка» велися запеклі бої Червоної Армії з військами Вермахту: район обласної лікарні кілька разів переходив від однієї сторони до іншої. У ході боїв будівля отримала значні руйнування, зокрема, був проламаний купол.
У повоєнні роки на відновлення лікарняного комплексу не вистачало коштів. Цегляні стіни Ротонди були розібрані на будівельний матеріал, якого на той час вкрай не вистачало для відновлення житлових будинків. У результаті, до початку 1960-тих років від будівлі залишився лише залізобетонний каркас з колонами і куполом й вона отримала від жителів міста назву «Ротонда».
|                                                                             |                   |                                                       |  |
| Терапевтичний корпус обласної лікарні в 1940 році. Ротонда на знімку зліва. | Ротонда до війни. | Ротонда під час війни: німецькі війська біля будівлі. |  |

11 листопада 1965 року Воронезька міськрада ухвалила рішення зберегти залишки руїн обласної лікарні як пам'ятник Великої Вітчизняної війни. У 1966 році міськвиконком ухвалив рішення про створення меморіального комплексу на місці боїв у лікарні, який включав би і Ротонду. Було оголошено відкритий конкурс проекту. Проте, справа до реалізації задуманого так і не дійшла. У 1960-1980-тих роках були проведені роботи із консервації руїн і створення навколо них меморіального скверу.
Ніяких рішень щодо збереження пам'ятки в 1990-ті і 2000-ні роки більше ніхто не приймав. Як наслідок, в ніч з 23 на 24 лютого 2008 року обвалився купол будівлі-пам'ятника. Згідно з заявою начальника міського управління культури Івана Чухнова, «немає таких технологій, які змогли б її відновити», а «якщо ж переробляти споруду кардинально, зникне її історична цінність».
|                                   |                                                                   |                                           |  |
| Ротонда після звільнення Воронежа | Ротонда в 2008 році (майже з того ж ракурсу, що й знімок ліворуч) | Ротонда в 2007 році (до обвалення купола) |  |

## Сучасний стан
На даний час руїни, які збереглися, являють собою сам каркас будівлі, групу колон (в тому числі й менші в підвальному приміщенні), залишки різних бетонних конструкцій і декору інтер'єрів (колони зі стилізованими капітелями коринфського ордера, кесоновані стелі).
Руїни Ротонди є об'єктом екскурсійного показу. Раніше можливо було оглянути підвальний ярус, для чого був облаштований спуск, оформлений підпірними стінами з червоної цегли, перекритими залізобетонними плитами. На даний час він засипаний і забетонований.
Навколо пам'ятника встановлено огорожу; поруч із будівлею встановлено меморіальну дошку. У сквері біля Ротонди побудована Володимирська церква, масивна цегляна огорожа якої приховує пам'ятник з боку вулиці Бурденка.
25 січня 2018 року міністр культури Володимир Мединський, у відповідь на прохання воронезького депутата Євгена Ревенка, доручив провести консервацію Ротонди, оскільки відомо, що дані роботи тут не проводилися з 1980-тих років.